# Oleofobowość
Oleofobowość – właściwość oznaczająca:
- brak zdolności cząsteczek danej substancji do oddziaływania z cząsteczkami niepolarnych rozpuszczalników (tzw. olejów),
- także cecha makroskopowa materiałów.

Wykorzystywana m.in. w druku offsetowym, gdzie oleofobowe elementy formy drukowej (np. wykonane z polisiloksanu lub z materiałów hydrofilowych) nie przyjmują farby drukowej, tworząc obszary niedrukujące.